# Szlak Mennonitów
Szlak Mennonitów, česky lze přeložit asi jako Trasa Mennonitů, je značená cyklostezka v severním Polsku. Geograficky se nachází v mezoregionech Żuławy Wiślane a Wysocyzna Elbląska v Pomořském vojvodství a Varmijsko-mazurském vojvodství a okrajově leží také v historickém regionu Kašubsko.

## Historie a popis stezky
Dálková cyklostezka byla postavena v roce 2010 a má délku 137 km a je pojmenována po holandských mennonitech (příslušníci ortodoxního protestantského křesťanství), kteří se zde v 16. století usadili, když hledali náboženskou svobodu. Kolem roku 1945 byli Němci odsunuti. Na trase se nacházejí památky po mennonitech, arkádové domy, gotické kostely, hydrotechnická zařízení, větrné mlýny aj.
Trasa kulturně zaměřené klikaté cyklostezky vede z Gdaňska (městské obvody Śródmieście a Orunia-Św. Wojciech-Lipce), přes okres Gdaňsk (gmina Cedry Wielkie, gmina Pruszcz Gdański a gmina Suchy Dąb), přes okres Nowy Dwór Gdański (gmina Stegna, gmina Ostaszewo a gmina Nowy Dwór Gdański), přes okres Malbork (gmina Malbork, gmina Stare Pole, gmina Lichnowy a gmina Nowy Staw), přes okres Elbląg (gmina Elbląg, gmina Gronowo Elbląskie a gmina Markusy) až do města Elbląg. Trasa také překračuje řeky Motława, Visla, Szkarpawa, Tuja, Święta, Nogat, Tina a Fiszewka.

## Další informace
Stezka je celoročně volně přístupná. Trasa navazuje nebo křižuje další cyklostezky, např. Wiślana Trasa Rowerowa, Szlak Motławski aj.

## Galerie

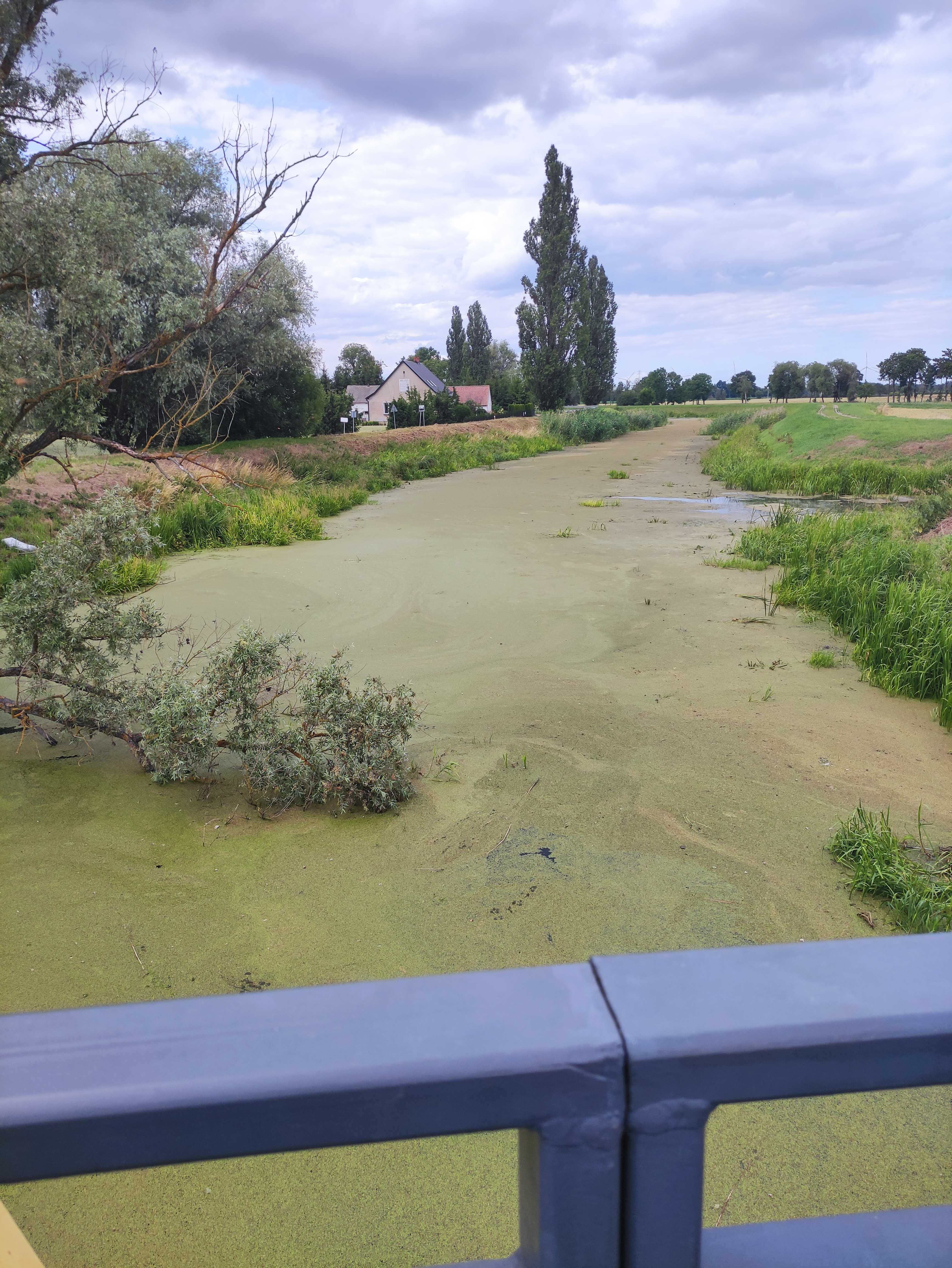
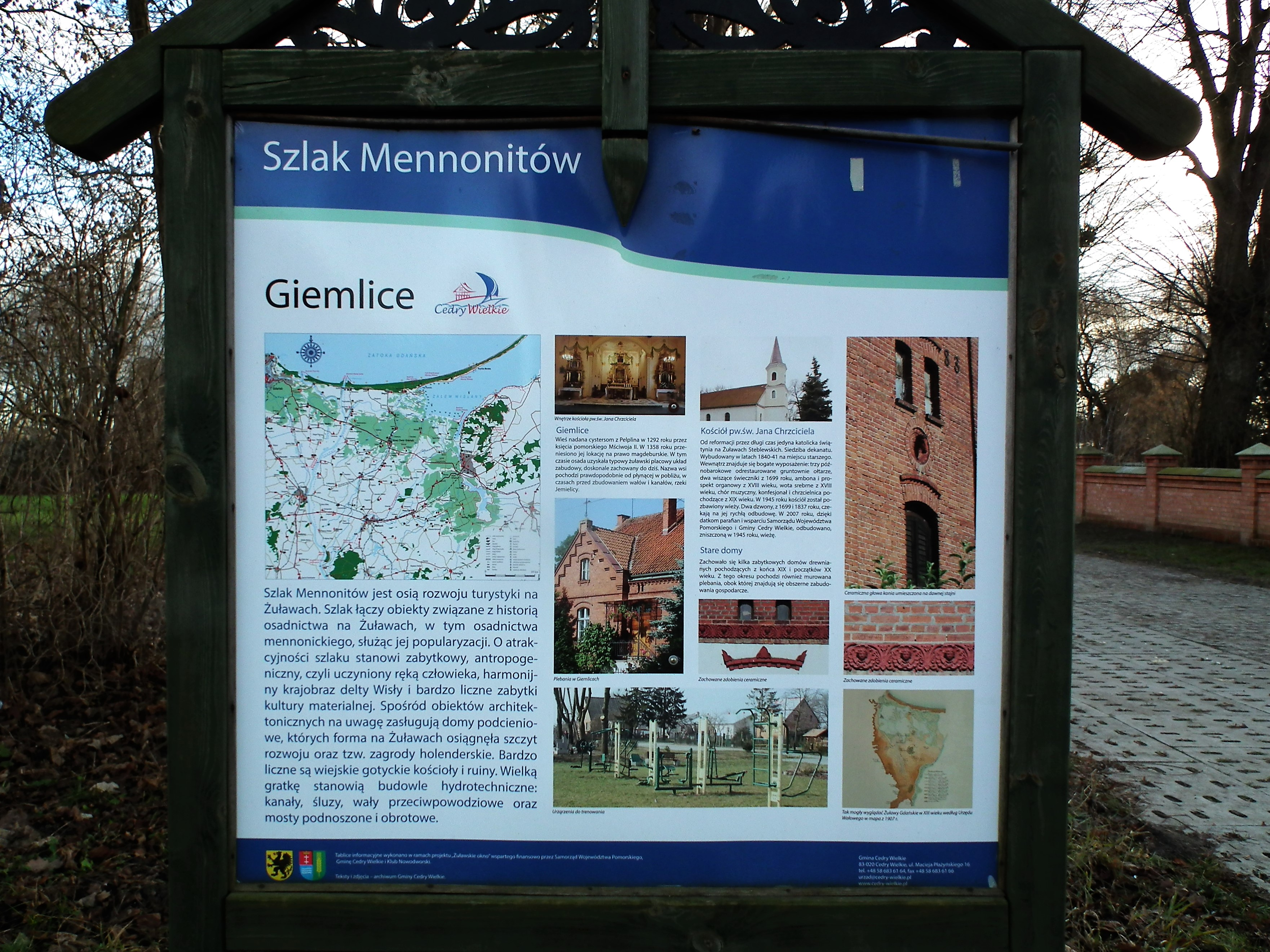
Informační panel Giemlice
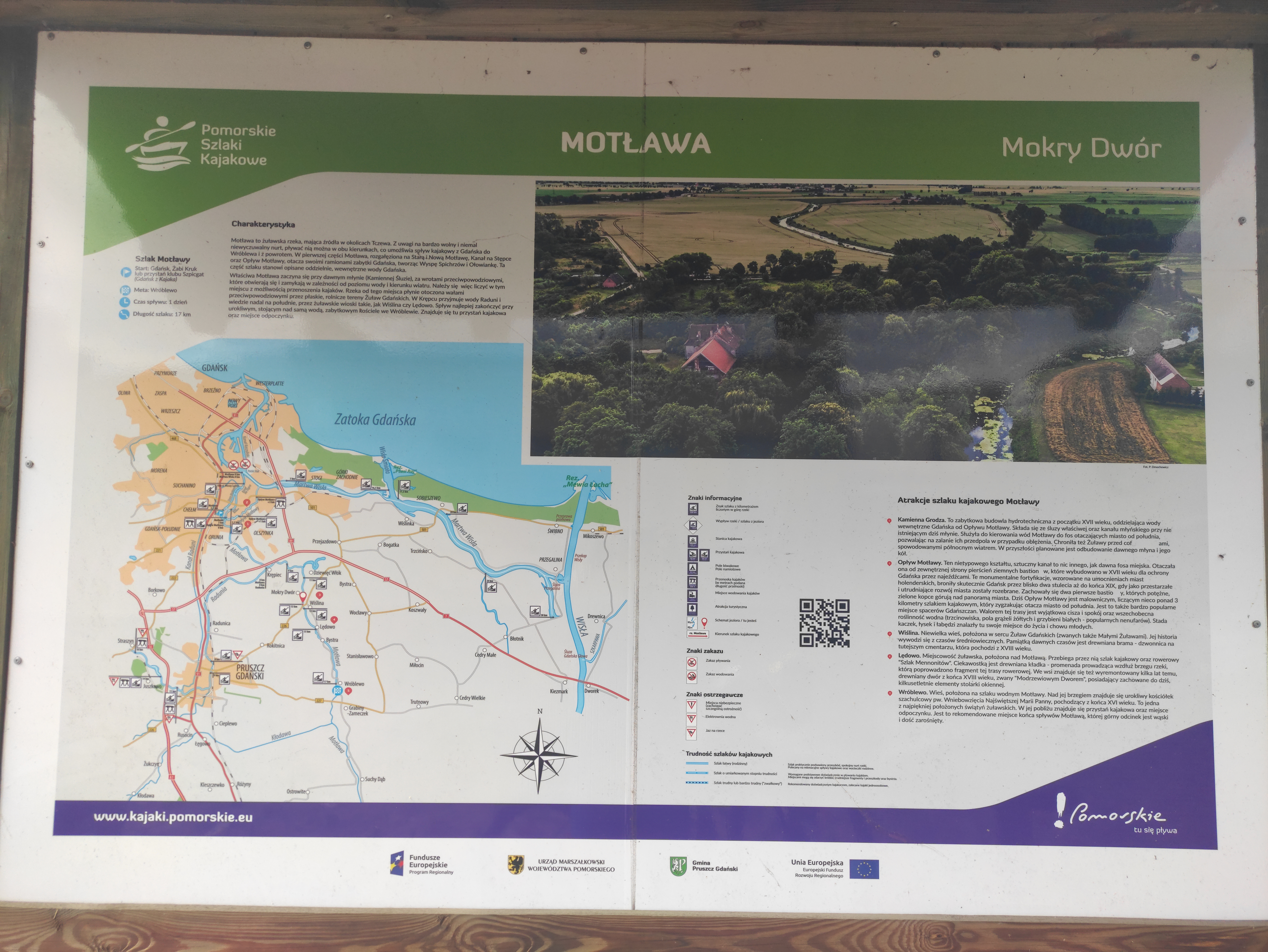
Informační panel, Mokry Dwór